# Ithamar Sloan

Ithamar Sloan

Ithamar Conkey Sloan (* 9. Mai 1822 in Morrisville, Madison County, New York; † 24. Dezember 1898 in Janesville, Wisconsin) war ein US-amerikanischer Politiker. Zwischen 1863 und 1867 vertrat er den Bundesstaat Wisconsin im US-Repräsentantenhaus.

## Werdegang
Ithamar Sloan war der jüngere Bruder von A. Scott Sloan (1820–1895), der zwischen 1861 und 1863 ebenfalls den Staat Wisconsin im Kongress vertrat. Er besuchte die öffentlichen Schulen seiner Heimat. Nach einem anschließenden Jurastudium und seiner im Jahr 1848 erfolgten Zulassung als Rechtsanwalt begann er in seinem neuen Beruf zu arbeiten. Im Jahr 1854 verlegte er seine Kanzlei und seinen Wohnsitz nach Janesville in Wisconsin. Von 1858 bis 1862 war er Bezirksstaatsanwalt im Rock County. Gleichzeitig schlug er als Mitglied der Republikaner eine politische Laufbahn ein.
Bei den Kongresswahlen des Jahres 1862 wurde er im zweiten Wahlbezirk von Wisconsin in das US-Repräsentantenhaus in Washington, D.C. gewählt, wo er am 4. März 1863 die Nachfolge von Walter D. McIndoe antrat, der in den sechsten Distrikt wechselte. Nach einer Wiederwahl im Jahr 1864 konnte er bis zum 3. März 1867 zwei Legislaturperioden im Kongress absolvieren. Diese waren von den Ereignissen des Bürgerkrieges und dessen Folgen geprägt. Seit 1865 litt auch die Arbeit des Kongresses unter dem Konflikt zwischen der Republikanischen Partei und Präsident Andrew Johnson. Im Jahr 1865 wurde der 13. Verfassungszusatz verabschiedet.
1875 zog Ithamar Sloan nach Madison, wo er Dekan der juristischen Fakultät der University of Wisconsin wurde. Zwischen 1874 und 1879 war er außerordentlicher juristischer Berater der Staatsregierung von Wisconsin. Er starb am 24. Dezember 1898 in Janesville und wurde dort auch beigesetzt.